# Aphrodisium distinctipes
Aphrodisium distinctipes är en skalbaggsart som först beskrevs av Maurice Pic 1904.  Aphrodisium distinctipes ingår i släktet Aphrodisium och familjen långhorningar. Inga underarter finns listade i Catalogue of Life.